# Paul Schweda
Paul Schweda (* 5. März 1930; † 20. Dezember 2010) war ein österreichischer Fußball-Nationalspieler. Der Tormann wurde dreimal österreichischer Meister mit der Wiener Austria.

## Karriere
Paul Schweda kam 1949 vom Wiener AC in die A-Liga, wo er bei der Austria zunächst zweiter Tormann hinter Fritz Nikolai wurde. Bereits 1949/50 konnte er sich über seine erste österreichische Meisterschaft freuen, wobei er insgesamt zehn Ligaspiele bestritt. Im folgenden Jahr konnte sich Paul Schweda bis zur zweiten Meistersaison 1952/53 als Stammtormann der Veilchen etablieren. Internationaler Höhepunkt war das zweimalige Erreichen des Halbfinales in der Copa Rio, bei der er jeweils alle Matches bestritt. Paul Schweda kam in dieser Zeit auch zu drei Länderspieleinsätzen für die österreichische Nationalmannschaft, darunter beim 0:0 gegen  Deutschland in Köln.
In der folgenden Zeit wurde der Konkurrenzdruck bei der Austria immer größer, denn nun konnten sich auch der vormalige Handballtormann Julius Ondreiska abwechselnd als Einsergoalie zumindest etablieren. Paul Schweda blieb dem Verein dennoch bis zu seinem Karriereende 1961 treu und erlebte unter Trainer Karl Schlechta die Rückkehr mit einer jungen Mannschaft an die österreichische Spitze. Obwohl in dieser Zeit Herbert Gartner als neuer Tormann geholt wurde, spielt Paul Schweda noch im siegreichen ÖFB-Cupfinale 1960 gegen Rapid sowie viermal in seiner dritten Meistersaison 1960/61.

## Erfolge
- 2 × Halbfinale Copa Rio: 1951, 1952
- 3 × Österreichischer Meister: 1950, 1953, 1961
- 1 × Österreichischer Cupsieger: 1960
- 3 Spiele für die österreichische Fußballnationalmannschaft von 1952 bis 1953